# Драгичевич, Владимир
Владимир Драгичевич (черног. Владимир Драгичевић; род. 30 мая 1986, Цетине, СФРЮ) — черногорский профессиональный баскетболист, игравший на позициях тяжёлого форварда и центрового.

## Карьера
Драгичевич начал заниматься баскетболом в юниорской команде местного клуба «Ловчен», а в сезоне 2004/2005 дебютировал за основной состав. В 2007 году его карьера продолжилась в другом черногорском клубе «Будучност», где он провёл в общей сложности почти 4 года.
Сезон 2010/2011 Драгичевич заканчивал в испанской команде «Каха Лабораль», а уже в июле 2011 года подписал контракт со «Спартаком». В Санкт-Петербурге он отыграл 2 сезона и вместе с ним дошёл до 1/4 финала Единой лиги ВТБ в сезоне 2011/2012 и 1/4 финала Еврокубка в сезоне 2012/2013.
В 2013 году Драгичевич перешёл в «Зелёна-Гуру», которая в том сезоне дебютировала в Евролиге. Их выступление завершилось на групповой стадии, однако Владимир сумел отметиться персональным достижением – в ноябре он был назван MVP 6 тура.
В следующем сезоне Драгичевич переехал в «Банвит», а в сезоне 2015/2016 отправился в другую турецкую команду «ТЕД Анкара Колежлилер».
В ноябре 2016 года Драгичевич вернулся в «Зелёна-Гуру» и стал одним из лидеров со средними показателями в 12,4 очка, 5,9 подбора, 1,7 передачи, 0,9 перехвата. В сезоне 2017/2018 Владимир набирал в чемпионате Польши 17,2 очка, 6,8 подбора, 1,9 передачи и 0,8 перехвата. В Лиге чемпионов ФИБА он отметился 16,2 очками, 7,1 подбора, 1,1 передачи и 0,7 перехвата за 25,6 минуты.
В сентябре 2018 года стал игроком «Нижнего Новгорода». В 25 матчах Единой лиги ВТБ Владимир продемонстрировал статистику в 12,9 очка, 6,2 подбора, 2,1 передачи. В Лиге чемпионов ФИБА его показатели составили 12,2 очка, 6,8 подбора, 1,4 передачи в 14 матчах.
В сентябре 2019 года Драгичевич подписал контракт с «Арисом».

## Достижения
- Чемпион Черногории (3): 2007/2008, 2008/2009, 2009/2010
- Обладатель Кубка Черногории (4): 2008, 2009, 2010, 2011